# Portrait du peintre Joaquin Araujo y Ruano
Le Portrait du peintre Joaquin Araujo y Ruano est une peinture à l'huile sur bois (28,5 × 20 cm) du peintre italien Giovanni Boldini. Il représente le peintre espagnol Joaquin Araujo y Ruano (1851-1894). Il est conservé au musée Giovanni Boldini à Ferrare.

## Histoire
À partir des années 1878, Boldini, installé à Paris, fréquente à des artistes, dont notamment Édouard Manet et Joaquin Araujo y Ruano, des musiciens, des critiques et des collectionneurs, dont il réalise, pour certains, le portrait.

## Analyse
L'influence de Frans Hals, dont Boldini s'est enthousiasmé pour les œuvres lors d'un voyage aux Pays-Bas en août 1880, se retrouve dans ce portrait, notamment dans les mains nerveuses et le regard intense.